# Pescopagano
Pescopagano är en ort och kommun i provinsen Potenza i regionen Basilicata i Italien. Kommunen hade 1 851 invånare (2017).